# Renault 5 Turbo
Renault 5 Turbo nebo R5 Turbo je vysocevýkonný hatchback odvozený od malého automobilu Renault 5, který v letech 1980 až 1985 vyráběla automobilka Renault. V lednu 1980 ho Renault představil na autosalonu v Bruselu. Automobil byl navržen pro rallye, ale také byl prodáván v cestovní podobě v celkovém počtu 3 576 kusů během čtyř let jeho výroby.

## Design

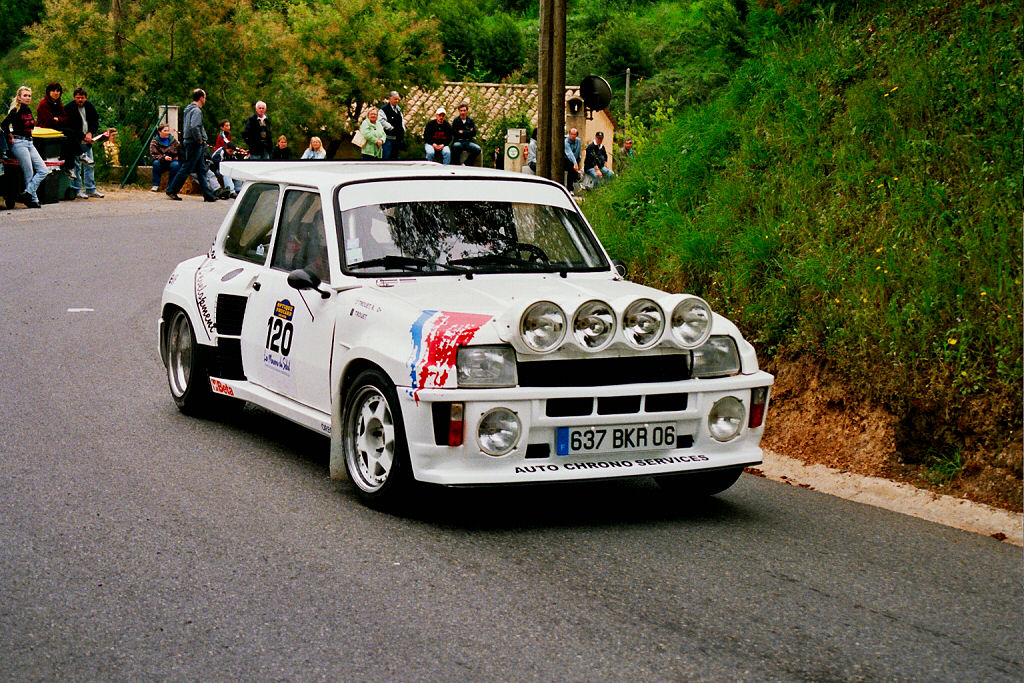
Renault R5 Turbo rally verze

V reakci na úspěch Lancie Stratos v rallye, která měla motor uprostřed, se viceprezident výroby v automobilce Renault, Jean Terramorsi zeptal Marca Deschampse z designového studia Bertone, zda by navrhl novou sportovní verzi Renaultu 5 Alpine. Charakteristickým prvkem byla nová zadní karoserie, kterou navrhl Marcello Gandini z Bertone.
Ačkoliv standardní Renault 5 měl motor umístěný vpředu, 5 Turbo měl přeplňovaný motor Cleon o objemu 1397 cm³ umístěný uprostřed za předními sedadly v modifikovaném podvozku Renaultu 5. Ve standardní formě motor poskytoval výkon 118 kW/160 koní a 221 Nm točivého momentu.
Ačkoliv používá modifikovanou karosérii Renaultu 5 a byl značený jako Renault 5, mechanika byla radikálně odlišná. Nejviditelnější rozdíl je zadní náhon oproti normální verzi, která ná přední náhon. V době jeho spuštění prodeje to bylo nejvýkonnější produkční francouzské auto. Prvních 400 vyrobených 5 Turbo byly vyrobeny v souladu s homologací Group 4 konkurovat na mezinárodních rallye závodech, a bylo vyráběno v továrně v Dieppe.

### Renault 5 Turbo 2
Jakmile byly vyrobeny homologované modely, druhá verze s názvem Turbo 2 byla představena s použitím více dílů z Renaultu 5, které nahradily řadu komponenty z lehkých slitin v původní Turbo verzi. Turbo 2 byl levnější, ale blízko stejné výkonové úrovni, maximální rychlost 200 km/h a zrychlení z 0 na 100 km/h za 6,6 sekundy. Při zpětném pohledu originální Turbo 5 byl nazýván "Turbo 1".
Koncept malého Renaultu s motorem uprostřed se vrátil v roce 1998 informacemi o Renaultu Clio V6.

## Závody

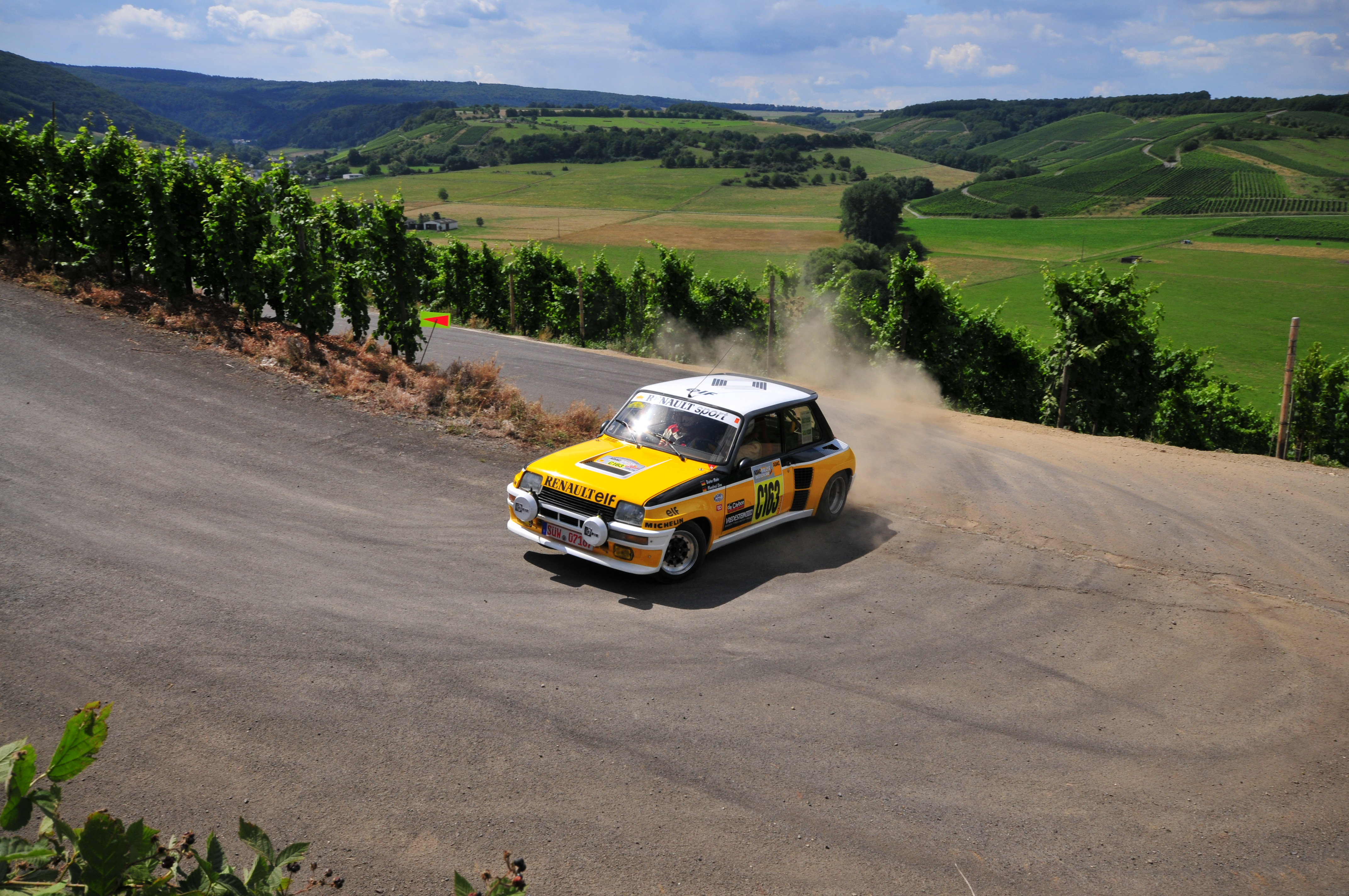
Renault 5 Turbo v roce 2008 na Rallye Německa

Všechny závodní deriváty se opíraly o Turbo 1. Motory měly výkon až 132 kW/180 koní pro Critérium des Cévennes a 154 kW/210 koní pro Tour de Corse a 257 kW/350 koní pro 5 Turbo Maxi. S pilotem Jeanem Ragnottim v roce 1981 vyhrál R5 Turbo Rallye Monte Carlo v jeho prvním závodě v Mistrovství světa v rallye. 2WD R5 brzy začal čelit konkurenci novým Group B vozidel s pohonem 4WD, které byly rychlejší mimo zpevněné cesty.
V roce 2004 Sports Car International jmenoval R5 Turbo na # 9 v seznamu Top Sport Cars of the 1980s.